# Sanand
Sanand ist eine Stadt im indischen Bundesstaat Gujarat. Die Stadt hat den Charakter einer Satellitenstadt von Ahmedabad.
Die Stadt ist der Teil des Distrikt Ahmedabad. Sanand hat den Status einer Municipality. Die Stadt ist in 23 Wards (Wahlkreise) gegliedert.

## Demografie
Die Einwohnerzahl der Stadt liegt laut der Volkszählung von 2011 bei 41.530. Mitsamt der Vorstädte beträgt die Einwohnerzahl 95.890.

## Wirtschaft
Sanand ist eine Industriestadt und eine Sonderwirtschaftszone mit eigenen Gesetzen und Steuern. Der Automobilkonzern Tata Motors ließ hier den Tata Nano produzieren. Auch Ford besitzt ein Werk in Sanand.